# Paul Tremaine and His Band from Lonely Acres
Paul Tremaine and His Band from Lonely Acres war ein US-amerikanisches Tanzorchester im Bereich der Populären Musik.
Der Sänger Paul Tremaine gründete Ende der 1920er Jahre sein Orchester, das als Paul Tremaine and His Band from Lonely Acres (benannt nach der von Willard Robison komponierten Erkennungsmelodie) vorwiegend an der Ostküste der USA auftrat. Zu ihren Erfolgstiteln gehörten „Four/Four Rhythm“ (1929) und „I've Been Working on a Railroad“.  Ihr Spiel hatte einen stark durcharrangierten Charakter, in dem sich Gesangseinlagen der Musiker mit Ensemblepassagen abwechselten.  Bekanntester Musiker war der Trompeter und spätere Bandleader Sonny Dunham. Anfang der 1930er Jahre hatte das Orchester ein Engagement in Yoeng's Chinese-American Restaurant am New Yorker Broadway. Aufnahmen entstanden für die Label RCA Victor und  Columbia. Tremaine zog sich Mitte der 1930er Jahre kurz aus dem Musikgeschäft zurück, gründete aber schon ein Jahr später eine neue Band, mit der er bis in die 1940er Jahre aktiv war.